# باغ رئیس عالی
باغ رئیس عالی (یا در برخی منابع نوشاد و باغ حاج قاسمی‌ها) روستایی از توابع بخش کاکی، شهرستان دشتی در استان بوشهر است. این روستا که قدمتی طولانی دارد حدفاصل روستای شعری در جنوب، مل بورک و هلالی حاج عوض در شمال، رودخانه مند و باغ زنبیل در قریه چاه حسین جمال در مغرب و باغ شور و شالی در مشرق قرار دارد و از پتانسیل مناسبی برای کشاورزی و دامداری و ایجاد نخلستانهای بزرگ برخوردار است. این روستا دارای مسجدی قدیمی است که با حمایت میرزا احمد دشتی نجفی بازسازی و مرمت شد.
این روستا که بزرگان و نیاکان آن و حتی کشاورزان بنام منطقه حاشیه نشین مندستان از آن بنام روستای باغ حاج قاسمی‌ها یاد می‌کنند اهالی آن اصالتاً از اقوام بزرگ و بنام منطقه دشتی یعنی حاجیان دشتی می‌باشند و از دیر باز در این منطقه مندستان حضور داشته و در حاشیه رودخانه مند به کشاورزی و دامداری مشغول بوده‌اند و قرابت و نزدیکی زیادی با حاجیان روستای شعری، برمصاد، کناری، مغدان، چاه حسین جمال و رئیسهای گنخک و آبدان و داراب خان در شنبه دارند.
اهالی این روستا دارای نام خانوادگی حاجیان دشتی بوده‌اند (برابر اسناد موجود) که در گذر زمان نام خانوادگی آنان به احمدی تغییر یافته است.
ساکنان روستای باغ رئیس عالی یا ثبت شده بنام باغ نوشاد با کد ۲۳۱۹۳۰ (کتاب فرهنگ و آبادیهای شهرستان دشتی) و تصویبنامه شماره ۶۴۰۱۲ ۱۳۶۵/ ۰۹ /۰۵ وزارت کشور در سال ۱۳۶۵ در سالهای گذشته دارای جمعیتی در حدود پنجاه نفر بوده‌اند و همگی از بازماندگان جمال و نوشاد فرزند قاسم فرزند حسین فرزند حاج قاسم می‌باشند و املاک و زمینهای آنان از حوالی برمصاد تا مل بورک جنوب هلالی منصوری در شمال و باغ زنبیلو در مغرب گسترده بوده است که در بن چاق‌های موجود اشاره شده است.

## جمعیت
این روستا در بخش کاکی قرار داشته و تا سال ۱۳۶۵ جمعیت آن حدود ۵۷ فر (۱۱خانوار) بوده است.

## سیل سال ۱۳۶۵
سیل ویرانگر ۱۳۶۵ پس از سه شبانه روز بارش متوالی در بامداد مورخه ۱۱ آذر ۱۳۶۵ به‌طور کامل تمام روستاهای حاشیه رودخانه مُند را از جمله روستای باغ رئیس عالی محاصره نمود که بعد از دو شبانه روز متوالی با کمک یکی از قایقهای امدادی، اهالی این روستا در ابتدا به سمت بردخون و سپس کاکی منتقل گردیدند.
مردم این روستا در فصل کشاورزی به صورت موقت همچنان به این روستا برمی گردند و به امورات کشاورزی بصورت دیم می‌پردازند
و در اقدامی تحسین‌برانگیز اقدام به‌آباد نمودن مسجد روستا و کاشت تعدادی نخل در مجاورت آن نموده‌اند که این گامی کوچک در آبادانی مجدد روستا بشمار می‌رود و در کلیه روستاهای مجاور رودخانه مند این امر بصورت خودجوش درحال وقوع می‌باشد و امید است با استعانت دولت شاهد آبادانی حاشیه نشینان مند باشیم.